# Kék holyva
A kék holyva (Ocypus ophthalmicus) a rovarok (Insecta) osztályának a bogarak (Coleoptera) rendjéhez, ezen belül a mindenevő bogarak (Polyphaga) alrendjéhez és a holyvafélék (Staphylinidae) családjához tartozó faj.

## Elterjedése
A kék holyva elterjedési területe egész Európa (főként Dél-Európa), a Kaukázus, Közel-Kelet és szórványosan Észak-Afrikában is megtalálható, ugyanis kedveli a homokos-kavicsos élőhelyeket és a pusztai növénytársulásokat. Faunaterületünkön a hegyvidékek erdeiben él. Magyarországon főleg a középhegységekből vannak adatai.

## Megjelenése
A kék holyva nagy testű, testhossza 15–23 mm, selymesen fénylő kékesfekete színű bogár.
A többi, hozzá hasonló nagy termetű holyvafajtól a következő bélyegek alapján választhatjuk el:
- előtora kékesfekete, apró pontozással; oldalpereme oldalnézetben lehajló szegélyként látható, legalább az előtor hátulsó két harmadában,
- fejét és előtorát testhez simuló, finom alapszőrzet borítja,
- teste sötét, fémfény előfordulhat; a potrohon sincsen eltérő színű szőrfolt, szőrzete apró,
- a potrohszelvények fokozatosan szélesednek ki, az ötödik után tompán keskenyednek el, a fartoldalékok nagyon rövidek,
- potroh és a lábak is fekete színűek, kékes fémfénnyel
- lábai karcsúak, egy-egy rövid tövissel a lábszárak végén, lábfejízei egyformák, kivéve az első lábakét,
- az egész ivarszerv tojásdad alakú
- az előtör és a szárnyfedők olyan szélesek vagy szélesebbek, mint az előtor, a szárnyfedők színe kékes fémfényű
- ajaktapogatójának utolsó íze megnyúlt, orsó alakú,
- rágója széles és zömök, belső élén egy nagyobb és egy kisebb fogacska látható,
- feje nagy, szögletes alakú,
- feje, előtora és szárnyfedői fémes kékek.

## Életmódja
A kék holyva főleg a középhegységek mészkő vagy dolomit alapkőzetű gyepeinek jellemző faja, de síkságokról is előkerült. Éjszaka aktív ragadozó, apró állatokkal táplálkozik.
Patkó Ferenc biológus szerint azonban a tölgyesek és bükkösök lakója. Kedveli a korhadásban levő fatörzseket, ahol kisebb rovarokra és atkákra vadászik, de megtalálható dögön és rothadékon is. Az élettevékenysége főként a nyári hónapokra tehető. Nappali tevékenységet folytató faj. Lárvája az avarrétegben él.

## Rendszertana
A kék holyvának több alfaját különítik el:
- Ocypus ophthalmicus atrocyaneus (Fairmaire, 1860)
- Ocypus ophthalmicus balearicus  (J. Müller, 1926)
- Ocypus ophthalmicus benoiti  (Drugmand, 1998)
- Ocypus ophthalmicus brigitteae  (Drugmand, 1998)
- Ocypus ophthalmicus ophthalmicus  (Scopoli, 1763)
- Ocypus ophthalmicus rodopensis (Coiffait, 1971)

## Fordítás
- Ez a szócikk részben vagy egészben  az   Ocypus opthalmicus című angol Wikipédia-szócikk ezen változatának fordításán alapul.  Az eredeti cikk szerkesztőit annak laptörténete sorolja fel. Ez a jelzés csupán a megfogalmazás eredetét és a szerzői jogokat jelzi, nem szolgál a cikkben szereplő információk forrásmegjelöléseként.